# Hungria nos Jogos Olímpicos de Inverno de 1992
A Hungria competiu nos Jogos Olímpicos de Inverno de 1992, realizados em Albertville, França.